# Oxford Beauty (manzana)
Oxford Beauty es el nombre de una variedad cultivar de manzano (Malus domestica). Un híbrido de manzana diploide resultado del cruce de 'Cramoisie de Gascogne' x 'Scarlet Nonpareil'. Criado en la década de 1920 por F.W. Wastie en Eynsham, Oxfordshire Inglaterra. Registrado en 1944. Las frutas tienen una pulpa fina, crujiente y tierna con un sabor dulce subácido.

## Historia
'Oxford Beauty' es una variedad de manzana, híbrido de manzana diploide resultado del cruce de la variedad 'Cramoisie de Gascogne' como Parental-Madre x el polen de 'Scarlet Nonpareil' como Parental-Padre. Criado en la década de 1920 por el viverista Frederick Wastie en Eynsham, Oxfordshire Inglaterra. Registrado en 1944.
'Oxford Beauty' está cultivada en diversos bancos de germoplasma de cultivos vivos tales como en National Fruit Collection (Colección Nacional de Fruta) de Reino Unido donde estuvo cultivada con el número de accesión: 1954-073 y nombre de accesión 'Oxford Beauty'.

## Características
'Oxford Beauty' es un árbol de un vigor moderadamente vigoroso, de tamaño mediano y tienen un hábito extendido. Tolera suelos húmedos y terrenos pesados. Tiene un tiempo de floración que comienza a partir del 5 de mayo con el 10% de floración, para el 10 de mayo tiene una floración completa (80%), y para el 17 de mayo tiene un 90% caída de pétalos.
'Oxford Beauty' tiene una talla de fruto grande con altura promedio de 63,00 mm, y ancho promedio de 75,00 mm; forma redonda con tendencia a achatada; con nervaduras débiles y corona muy débil; epidermis lisa con color de fondo pálido, amarillo verdoso, con un sobre color rojo oscuro lavado en la cara expuesta al sol y marcado con rayas pálidas en la superficie parcialmente expuesta, especialmente alrededor de la cavidad del pedúnculo, ruginoso-"russeting" (pardeamiento áspero superficial que presentan algunas variedades) débil; cáliz es mediano y parcialmente abierto, asentado en una cuenca de profundidad media y ancha; pedúnculo es de longitud corto y de un calibre medio, colocado en una cavidad con ruginoso-"russeting", profunda y estrecha; la carne es blanca, con algunas manchas rojas al lado de la piel, textura de grano fino, crujiente y tierno, de sabor jugoso, dulce y ligero.
Su tiempo de recogida de cosecha se inicia a mediados de septiembre. Se mantiene bien hasta dos meses en cámara frigorífica. Es susceptible a la costra.

## Usos
'Oxford Beauty' es muy utilizada como manzana de postre fresca en mesa.

## Ploidismo
Parcialmente autofértil. Grupo de polinización: D Día 13.